# Château (Saona i Loara)
Château – miejscowość i gmina we Francji, w regionie Burgundia-Franche-Comté, w departamencie Saona i Loara.
Według danych na rok 1990 gminę zamieszkiwało 157 osób, a gęstość zaludnienia wynosiła 11 osób/km² (wśród 2044 gmin Burgundii Château plasuje się na 754. miejscu pod względem liczby ludności, natomiast pod względem powierzchni na miejscu 682.).